# オウム真理教の音楽
オウム真理教の音楽（オウムしんりきょうのおんがく）は、オウム真理教が制作した音楽である。クラシック系からポップス、選挙宣伝用に作曲され、一連のオウム事件のテレビでの報道番組等で連日放送された『尊師マーチ』に代表される「オウムソング」と呼ばれるものなど、多岐にわたる。大半の楽曲は麻原彰晃自身による作詞・作曲とされているが、弟子が麻原の指示で作詞・作曲した曲も複数存在する。

## 概要
教祖・麻原彰晃自身が音楽が好きであったことや、石井紳一郎等の音楽教育を受けた幹部が居たこともあり、オウム真理教は幅広い音楽活動を行っていた。麻原が作詞作曲したとされる多数の宗教曲がテープなどに録音され、信者や一般人に配布ないしは販売されたが教団の内部でのみ使われた曲も多い。そして、教団は音楽劇「死と転生」の公演を日本国外においても行っていたほか、1992年には「ロシアオウム真理教シンフォニー・オーケストラ キーレーン」を設立している。
また、麻原らが逮捕されて以降の1998年から1999年にかけて、在家信者によって構成された教団公認のロックバンド「完全解脱」が活動していた。計3回開催されたコンサートでは麻原の曲をロックにアレンジして演奏したが、歌詞に「オウム」や「尊師」といった語が含まれるものは選曲されなかった。
オウムの音楽は聞いているだけで修行になる他、医療効果まであるとされていた。また、「アストラル音楽を神の声であると科学的に立証する」としていた土谷正実は、オウム入信を反対する親から寺に監禁されていた際、抗議に来た信者がスピーカーから流すオウムの音楽を聴くと人が変わったようになり、親の言うことを聞かなくなったという。
度々クラッキングの題材にもなった。1995年6月26日には電波ジャックによって営団地下鉄（現・東京メトロ）銀座駅と永田町駅の構内放送からオウムソングが5～7分間流れる事件、1997年には農水省のウェブサイトからオウムソングが流れる事件（農水省オウムソング事件）が発生している。

## クラシック音楽（純音楽）
これらの曲目はロシアの教団オーケストラ、キーレーンによって演奏され、毎年のように来日公演が全国で催された。

### 交響曲
- 大交響曲『キリスト』(交響曲第1番)
- 交響曲第2番『御国の福音』
- 交響曲第3番『キーレーンの慈愛』
- 交響曲第4番『哀れみの救済』
- 交響曲第5番『勝利の歌』

### 管弦楽曲
- 交響組曲『創世期』

### 協奏曲
- ピアノ協奏曲『道』

## アストラル音楽
主にシンセサイザーで構成されたインストゥルメンタルのヒーリング・ミュージックとなっている。純粋な癒しを主眼に置いて製作されており、教団が音楽が心に与える効果を深く信じ重視していたことをうかがわせる。最近まで一部の曲をAlephから購入することが可能であったが、2015年8月の公式サイトリニューアルにより、アストラル音楽の項目はアレフ公式サイトから消えている。現在も動画投稿サイトでこの音楽を使用したアレフのアニメを閲覧することが可能。
- アストラルへの旅
- ウマー・パールヴァティーの愛
- カルマヘルカ
- 甘露
- 救世主
- 向上
- 幸福へのシンフォニー
- 勝利者
- シャンバラ・シャンバラ
- 聖者
- タイムトラベル
- ダンシング・シヴァ
- チッタ
- ニルヴァーナI
- ニルヴァーナⅡ
- 花園の妖精たち
- 遙かなる旅
- 光を超えて
- ヘルカ
- マハーカーラの詩 - 林郁夫はこの曲に感動し、オウムへの帰依が強まったという[6]。
- マンジュシュリー・ミトラは量子力学を超えられるか - 麻原が村井秀夫の潜在意識を表したという曲。1992年作曲。村井秀夫刺殺事件後、村井の追悼本にカセットが同封された[7]。
- 迷妄の喜び
- ロード・シヴァ

## オウムソング
オウム真理教は対外宣伝や教団信者の修行・教学の為に非常に多数の「宗教歌」を製作していたことも有名で、オウムソングとして知られている。真理党が出馬した当時選挙活動時に使用されたり、オウム真理教放送で使用されたこと、また多くのマスメディアでも取り上げられたことで有名になった。
これらの曲は大部分は麻原彰晃自身が歌っており（他に青山吉伸、村井秀夫ら幹部が歌ったものも多数存在する）、その大半が麻原彰晃自身による作詞作曲であるとされている。教団による楽譜集「シンセ音楽を楽しもう」に収録された26曲は「尊師26曲集」として知られている。
麻原は自ら音痴と認めた上で、「一般的な旋律とは異なる神々の使者として意識的に現れた音や声を表現することのほうが重要であり、敢えて音程を外して歌っている」と説明している。
オウムソングを代表する歌は、「尊師マーチ」（かつての「麻原彰晃マーチ」を改題し歌詞を変更したもの）や｢真理教、魔を祓う尊師の歌｣、｢エンマの数え歌｣、「ガネーシャ体操」（歌詞が異なる「修行者の歌」、熊本県・波野村（現在の阿蘇市波野地区）の「オウム真理教進出反対」に抗議する歌（リズムを変えた「極厳修行者音頭」も存在する）、などがある。特に「尊師マーチ」・｢真理教、魔を祓う尊師の歌｣は、その軽快かつ覚えやすいメロディーやハイテンションなリズム故にオウムソングの中では知名度が高く、教団或いは麻原自身を象徴する一曲として、オウム関連の報道特番やドキュメンタリー番組で何度も使用されている。
内容は、ほとんどが教団の教義を記したり麻原を称えたりする内容で、マスコミや一般向けの曲から、中には信者以外極秘の過激な歌詞の歌も存在する。音楽は、ほとんど電子楽器で演奏されている。中には麻原によるマントラが所々流れる楽曲もある。信者対象の人気投票では1位の「覚者」に続いて「輪廻転生」「黎明」「さまよえるバルドー」「賛歌」の順であった。
作曲者のYuki Kobayashi(現在、ひかりの輪に在籍、徳島文理大学 短期大学部 音楽科ピアノ専攻)によれば、音楽班、のちの究聖音楽院の音楽活動は、ヴァジラヤーナ活動が始まって以降は、多くはカムフラージュやイメージ作りに使われていた部分があった。オウム26曲集はロジックというソフトを使って作った。当時はATARIという音楽パソコンがあった。26曲集は出版後も多くのミスが発見された。この映像（三枝成彰による楽曲の解説）の中には、心拍数という部分があるが、当時全くそれは意識しておらず、ただ麻原が作曲したメロディーを編曲する、あるいは麻原に「こういう曲」と言われて作曲編曲するという形だった。テンポも、特に意図して決めたりせず、麻原のチェックで指摘されなければ編曲者の感覚的なものが優先した。編曲者は数名いた。小林は、後期には軍歌調の曲を作曲するように命令され、日本の軍歌大全集を買って参考にし、『戦え真理のために』を作曲したりした。小林によればロシアにオーケストラ（キーレーン）も持っていたが、オーディションには多くの演奏家が集まり、質の高いメンバーだった。当時としては、ロシアでは破格な給料で雇っていた。ハープ2台、ティンパニが約10台ほどあり、楽器の購入資金も莫大であった。

## オウムソング一覧と分類

### 選挙に由来する曲
第39回衆議院議員総選挙に出馬した際の真理党のテーマソング。麻原の名前を連呼するものが多く、江川紹子は「自画自賛の歌」と評している。
- 麻原彰晃マーチ
  - 新・麻原彰晃マーチ
  - 尊師マーチ
- 真理教、魔を祓う尊師の歌 - 選挙後のバージョンでは麻原の名を呼び捨てにする部分が差し替えられた。
- ガネーシャ体操 - 麻原の思いつきで作曲された[12]。
- はばたけ!明日に向かって - 真理党のテーマソング。

### 尊師26曲集
- 01 神聖賛歌
- 02 天へ帰れ - オウム真理教のアニメのエンディングソングとしても使われた。
- 03 覚者の数え歌
- 04 輪廻を超える
- 05 黎明 - 1990年に麻原が作曲[13]。麻原が好きな曲のひとつ[14]。
- 06 五戒の歌
- 07 マハーヤーナ 1990年に麻原が作曲[13]。
- 08 タントラヤーナ - 1990年に麻原が作曲。当初「法律つぶして進もうよ、法律超えて行こうよ」という歌詞があったが過激すぎるためカットされた[13]。
- 09 ヴァジラヤーナ - 1990年に麻原が作曲。石垣島セミナーで流された[13]。
- 10 未来へ - 1989年に麻原が作曲[13]。出家者専用ソング[15]。
- 11 賛歌
- 12 戦え!真理の戦士たち - バルドーの導き版では途中が「さあ、一緒に、もうハルマゲドンまで、残り少ない時代を、全力で、救済者として生きようではないか」になる。
- 13 超越神力 - オウム真理教のアニメのオープニングソングとしても使われた。
- 14 覚者
- 15 輪廻転生
- 16 打ち勝て悪魔に
- 17 休まずたゆまず真理の修行
- 18 修行者の歌 - ガネーシャ体操と同じメロディ。
- 19 進め真理教 - メロディは教団がalephと改名後に製作されたアニメでも使用されている。
- 20 戦え!真理の戦士たち2 - 麻原が好きな曲のひとつ[16]。
- 21 さまよえるバルド
- 22 エンマの数え歌 - “私はやってない 潔白だ”のフレーズが有名。オウム真理教放送はこの曲の放送を最後に廃局した[17]。
- 23 真の意味
- 24 魂の苦悩
- 25 愛のために生きる
- 26 戦え!真理の勇者

### 音楽劇「死と転生」の曲
死と転生は、1991年3月から公演が始まった、仏教における死と転生の中間状態（バルド）のプロセスをダンスとオウムの音楽で表現する音楽劇。主演は後に松本サリン事件に関与することとなる富田隆。海外でも公演を行い、特にロシアでは好評で超満員となった。
- 貪りの苦しみ - 歌：村井秀夫
- 哀しみの動物世界 - 歌：タントラギーター
- 地獄 - 歌：麻原彰晃&スッカー（松葉裕子）説とマハー・ケイマ正大師（石井久子）がある。

### ダンス＆アニメオペレッタ「創世期」の曲
- 光音天
- 大神聖天
- 神聖世界
- 味覚の歌 - 歌：村井秀夫
- なげきの歌 - 歌：松本知子、石井紳一郎、青山吉伸ほか
- 色情の歌 -歌：松本知子、石井紳一郎、青山吉伸ほか

### その他、麻原が歌唱する曲
- 青蓮華に捧げる歌
- SSAの歌 - 歌:麻原彰晃、タントラギーターほか スーパースターアカデミーの略。教団の関連会社でフィットネスクラブを運営していた。
- エマホ
- 救済ストーリー - 麻原逮捕後の説法会で信者が合唱した[20]。
- 救済の構図Ⅰ 色究竟天から救済へ
- 救済の構図Ⅱ 個の完成（小乗）
- 極厳修行者音頭 - メロディはガネーシャ体操のアレンジ。
- 戯忘の悲哀
- 修行よすすめ
- シヴァ大神マーチ - 尊師マーチと同じメロディ。
- すがれサマナよ
- 素敵なかわいい恋人
- サマナよ聞け 堕落の悲哀
- 進軍 - 歌詞に「毒ガス」が登場する。非合法活動に加わる信者の鼓舞に使われたという[13]。
- 戦いの雄叫び - 1994年8月10日、この曲をテーマソングとした「雄叫び祭」が開催された[21]。
- 人間転生
- マルパのドーハー
- 無明意識堕落天
- ヴァジラ・チッタ・ナマ・シヴァヤ
- 救えオウム ヤマトのように - 伴奏はささきいさおの「宇宙戦艦ヤマト」のメロディを短調から長調へ変えたものである。同曲を編曲した現・ひかりの輪音楽奉納部長の小林由紀によれば、1993年、麻原から「宇宙戦艦ヤマト」とリズムが同じでメロディが違う曲を作るよう指示を受け模倣したという[13]。大阪支部でよく歌われていた[22]。

### 青山吉伸が歌唱する曲
- ストップ・ザ・オウムバッシング - 青山と同じく弁護士でオウム脱会活動をしていた滝本太郎が恐れた曲。人権活動家や脱会者がオウムに取り込まれたことがあったといい、後に滝本はこのような曲は15秒以上流すなとマスコミに要請した[23]。
- 戦え真理のために

### 石井紳一郎が歌唱する曲
- 真理の鐘を待つ歌九首 - 歌詞を縦読みすると「あさはらふつかつす（麻原復活す）」になる。作詞当初は過激な内容の歌詞だった[24]。
- 修行者に捧げる歌
- カルマは有限
- 帰依の歌
- 真理元年
- シンフォニーI - 救済の構図Iと同じ

### 長老部メンバー（石井紳一郎以外）が歌唱する曲
- 今こそ変わってみせる1 - 歌：村岡達子、杉浦茂
- 今こそ変わってみせる2- 歌：村岡達子
- 放棄 - 歌：杉浦実
- 喜覚支は素晴らしい - 歌：杉浦茂
- 極限 - 歌：二ノ宮耕一
- 無常 - 歌：松本麗華

### その他、信者が歌唱する曲
- 尊師のために - 歌：青山吉伸ほか幹部一同 「尊師のために死ぬのは喜び」と合唱する曲。
- グルへの帰依、ザンゲそして誓い - 歌：青山吉伸ほか 作詞：青山吉伸、大内利裕[25]
- キリスト再臨 - 歌：石井久子、飯田エリ子 麻原の出生時間が登場する。
- 秘密のダーキニー - 歌：マハームドラー・ダーキニー師
- シヴァ大神は今我らに - 歌：マハームドラー・ダーキニー師 はばたけ！明日に向かってと同じメロディ。
- 真理のあなたに - 歌：スメーダー正悟師

## ひかりの輪の音楽
オウム系団体のひかりの輪も瞑想用音楽を作曲している。
- 新たなる出発（たびだち）
- せせらぎの癒し
- 秋の高原にて
- 天岩戸の物語 序章
- みたらい渓谷
- 水の神
- めぐる星空
- 足るを知る音頭
- 楽し苦し音頭